# Jules Verne (ravitailleur de sous-marins)
Pour les articles homonymes, voir Jules Verne (homonymie).
Le Jules Verne est un navire ravitailleur de sous-marins de la Marine nationale française, en service de 1931 à 1961.